# ¡Cu-Cut!
¡Cu-cut! va ser un setmanari satíric barceloní que es va editar entre el 2 de gener de 1902 i el 25 d'abril de 1912. Alineat políticament amb la Lliga Regionalista de Francesc Cambó, era especialment contrari al centralisme i al lerrouxisme en particular. Dirigit per Manuel Folch i Torres, comptava entre els seus col·laboradors amb Josep Morató i Grau, Eduard Coca i Vallmajor i Manuel Urgellès. El grafisme estava basat en caricatures de Joan Llaverias, Junceda, Opisso, Feliu Elias Apa, Lluís Bagaria, Smith i Lola Anglada.
La revista es va estrenar el 2 de gener de 1902, editada per Josep Baguñà i impresa per Marià Galve. D'aquell primer número es van realitzar 20.000 exemplars, al cap de poc s'arribarien als 30.000, i puntualment als 60.000, una xifra molt alta per aquella època. L'últim número del setmanari que va sortir va ser el 518 el 25 d'abril del 1912.
El setmanari costava deu cèntims de pesseta l'exemplar al llarg de la seva vida. I igual que el seu preu, el seu format tampoc variaria: constava de setze pàgines de 275 mm x 195 mm a dues columnes i cobertes a dues tintes, negra i vermella (puntualment s'utilitzaven el groc i el violeta).
El director literari fou Manuel Folch i Torres; el director artístic, Gaietà Cornet; i el director Ramon Pruna, qui en realitat exercia d'home de palla encarregat de rebre les garrotades de la justícia i que fou empresonaten diverses ocasions.
¡Cu-Cut! és imprescindible per comprendre l'ecosistema català de publicacions satíriques de la primera meitat del segle xx, ja que la seva influència impregna decisivament les posteriors iniciatives editorials del mateix caire. La seva existència va condicionar una sèrie de fets històrics que van començar amb l'atac a la redacció i perduren fins avui en dia.
La premsa de principis del segle xx era un instrument per fer política i l'humorisme i la sàtira de ¡Cu-cut! van animar la creació de noves revistes amb un estil similar basat en la sàtira de caràcter catalanista. Varen aparèixer La Tralla (1903-1907), La Barretina (1903), La Tralla del Carreter (1903-1904), Or i Grana (1906-1907) o Metralla (1907-1909). Altres publicacions ja existents es varen veure obligades a revisar la línia editorial com és el cas de La Campana de Gràcia (1870-1934) i L'Esquella de la Torratxa (1879-1938) que varen incorporar nous dibuixants i un gir cap al catalanisme. També va influir en altres publicacions com L'Hereu (1913-14), La Piula (1916), Cuca Fera (1917), L'Estevet (1921-23), El Borinot (1923-1927) o Papitu (1908-1936).

## Fundació
El periodisme català de la segona meitat del segle xix era majoritàriament humorístic i republicà. Era abrandat i combatiu, amb una intencionalitat política que no es tractava de dissimular, i amb les caricatures es permetia que aquest periodisme arribés fins a les persones analfabetes.
Dins del context del a sàtira popular va néixer ¡Cu-Cut!, una revista que va tenir molt impacte perquè no només era catalana sinó catalanista, una ideologia política que va començar a créixer fins a finals del segle xix i va guanyar pes en les primeres victòries de la Lliga Regionalista. Però a part de les intencions polítiques d'aquest projecte, hi trobem de les grans revelacions artístiques de principis del segle anterior.

## Fets del ¡Cu-Cut!

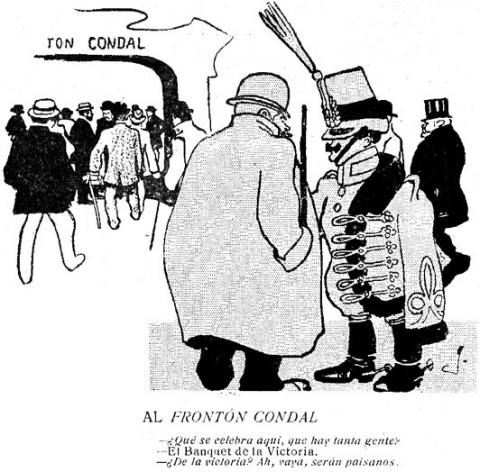
Acudit de Junceda que acabaria desencadenant els Fets del ¡Cu-Cut!

El dia 18 de novembre de 1905 es va organitzar un sopar a Barcelona anomenat el Banquet de la Victòria per celebrar el triomf de la Lliga Regionalista en les eleccions del 12 d'aquell mateix mes. A la sortida de la celebració, els catalanistes es van enfrontar als republicans a una baralla en la qual va haver-hi agressions físiques i verbals, que es va estendre pels carrers del voltant de la Gran Via.
El número de dijous 23 de novembre, el setmanari ¡Cu-Cut! va incloure una vinyeta feta per Joan García Junceda sobre el conflicte del dia 18 ridiculitzant les derrotes dels militars espanyols, especialment a la guerra de Cuba l'any 1898. Com a conseqüència, la nit del 25, un grup d'uns 300 oficials ofesos pel contingut de la caricatura, van fer tres parades: la impremta-llibreria del setmanari anomenada Bagunyà situada al carrer Avinyó, on s'editava també el setmanari En Patufet; la redacció del mateix i el pis on es reunien els redactors de La Veu de Catalunya, l'òrgan d'expressió de la Lliga Regionalista. Van saquejar i destruir els tres establiments, i a l'entrada de cadascun d'ells van calar foc amb papers i estris diversos obtinguts de l'atac. Barcelona, una nit més, va deixar de ser una ciutat segura, i les persecucions i els ferits civils es podien tornar a veure una setmana després del Banquet de la Victòria.
L'any 1906 es va crear un acord entre diverses tendències del catalanisme (carlins, republicans, ciutadans independents, entre d'altres) anomenat Solidaritat Catalana. Aquest moviment va tenir una vida relativament curta, ja que va morir el 1909, però així i tot, va ser una referència per als futurs intents d'unió entre sectors polítics catalans. Per tant, el Banquet de la Victòria i Els Fets del ¡Cu-Cut! van desencadenar una reacció militar alhora que van ser referències d'origen d'un moviment catalanista per la unió entre tendències.
El Govern Espanyol no va castigar els militars, sinó que va prohibir la publicació de la revista i, arran dels fets, es va crear la llei de jurisdiccions, que permetia que els militars poguessin jutjar tot allò que consideressin que atemptava contra la unitat de l'Estat Espanyol o contra ells mateixos.
Per això aquests dos esdeveniments es consideren decisius per a la interpretació de la història de Catalunya dels inicis del segle xx. Es consideren necessaris per a comprendre aquella etapa, i tota la historiografia catalana els té en compte d'aquesta manera.

## La censura
A principis de segle, el sentiment d'identitat espanyol estava en decadència, fet que provenia de la inestabilitat del goven del país i sobretot de la pèrdua de les últimes colònies: Cuba i Filipines. Aquests fets van avivar la flama dels conflictes que s'havien anant mantenint com per exemple la situació d'envelliment de l'Exèrcit Espanyol.
Dins d'aquest context nacional va néixer ¡Cu-Cut!, que no es va reservar de criticar-lo. A canvi, el que la revista rebia, com es feia d'esperar, eren amenaces i confrontacions que sovint acabaven en multes i suspensions.
Un exemple de dibuix denunciat és un del número 189, que va sortir el 10 d'agost del 1905, que constava d'un banyista amb un banyador bicolor amb dues ratlles vermelles i una blanca al mig, connectant la semblança dels colors amb els de la bandera espanyola, en el que es deia:
- Vaya, quins tapa-rabos que porta.
- Oh, son d'un color molt sofert.
- Donchs vegi, jo'm creya que aquest color perdia.
Més tard es tornà a publicar la il·lustració, però aquest cop el banyador representava la bandera dels EUA, i el diàleg deia així:
- ¿Que porta uns taparrabos nous?
- Sí senyor.
- Aquests si que no perden.
Finalment es va publicar el mateix dibuix modificat per tercer cop en el número 215, el 5 de juliol del 1906, després de l'assalt a la redacció, amb el banyador amb dues ratlles blanques i una vermella:
- ¡Y ara! ¿Que ja no porta aquells taparrabos?
- ¡Ca barret! no m'arreplegaràn pas més (*)
El (*) es feia servir per indicar a peu de pàgina que: Lo blanch dels taparrabos es blanch.

## La suspensió del setmanari
L'últim número publicat per ¡Cu-Cut! va ser el 518 el 12 d'abril de 1912 per causa del malestar polític que va causar una portada de Llaveries lligada a un viatge de l'Orfeó Català a Madrid. En aquesta il·lustració es mostrava el mestre Millet com a Orfeu amansint les feres de la capital, fet que va provocar que la Lliga es desvinculés del setmanari. I davant d'aquest esdeveniment, l'equip de ¡Cu-Cut! va decidir suspendre'l.
Gran part de la redacció de la revista va voler continuar el seu llegat però d'una forma menys agressiva, centrant-se al públic infantil amb En Patufet (1904-1938), que després del tancament de ¡Cu-Cut! va ser el refugi de l'equip de dibuixants i redactors.
"Fins a la seva desaparició va ser la publicació més odiada, més perseguida i més afrontada per part dels partits adversaris de quantes s'han imprès fins a la data a Catalunya." -Joan Givanel, erudit i crític literari català

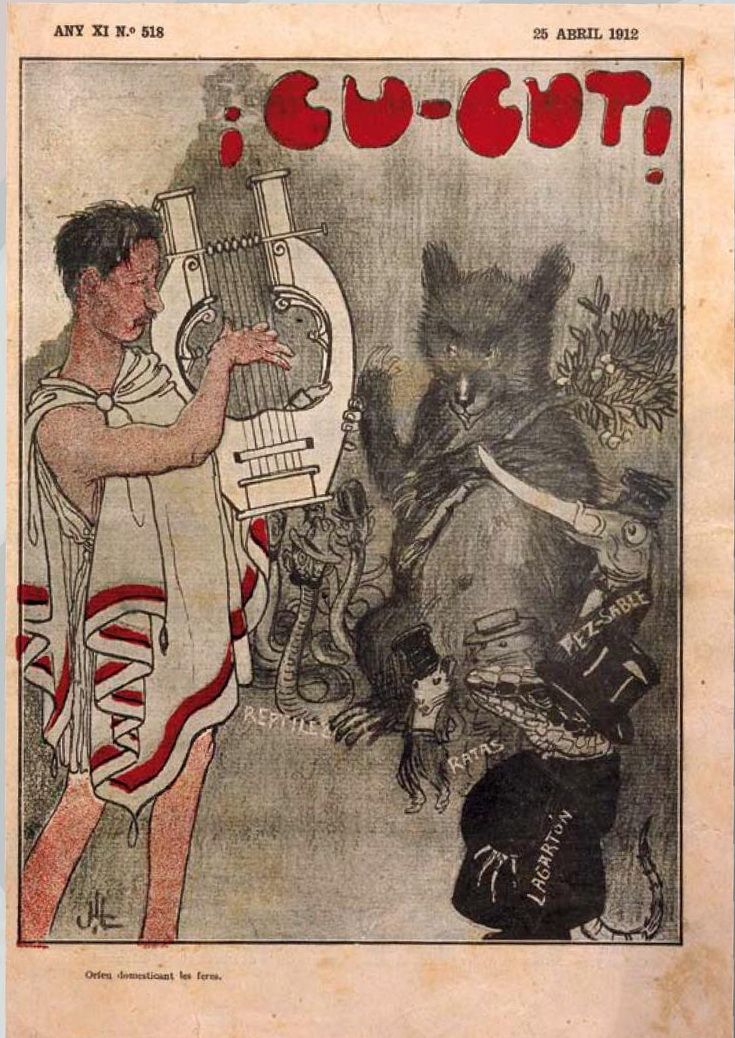
Darrera portada del 25 d'abril de 1912 que va irritar la Lliga Regionalista.

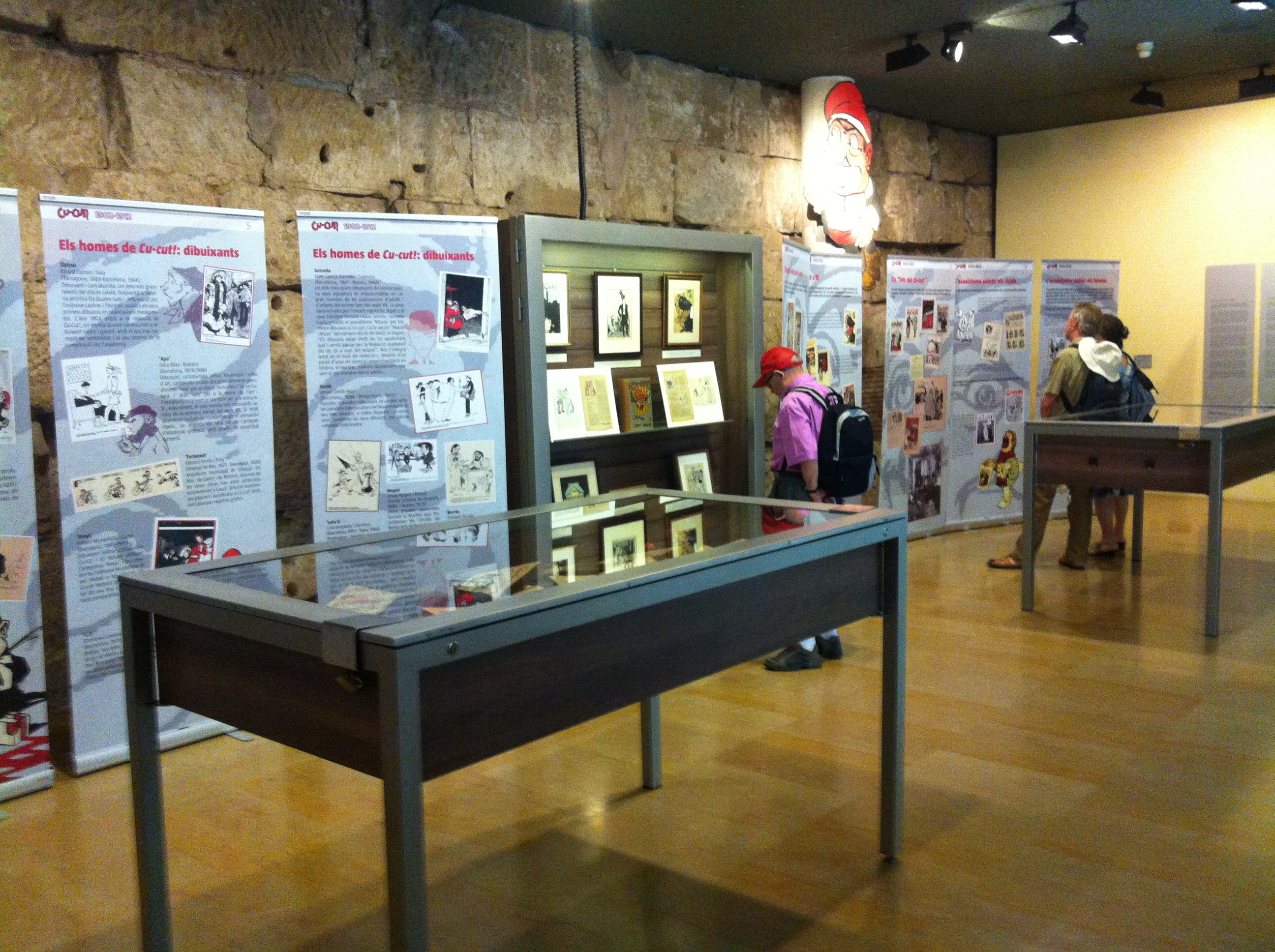
Exposició a la Casa de l'Ardiaca

## Dibuixants reconeguts
Durant els deu anys de vida del setmanari es van publicar més de 150 signatures, sense comptar els dibuixants que treballaven puntualment i de manera anònima. Però hi va haver un cos de dibuixants que va ser el que va definir l'estil i l'estètica: Gaietà Cornet, Joan Llaverias, Joan García Junceda i Supervia, Ricard Opisso, Feliu Elias "Apa" i Ismael Smith.
Cornet i Llaverias són els únics que van publicar des del principi fins a l'últim número de la revista i van il·lustrar la majoria de cobertes i contracobertes. Apa i Junceda es van unir a l'equip alhora, quasi un any després de la primera publicació, al número 52. Opisso publicà per primer cop en el número 79, l'any 1903, i Ismael no s'incorporà fins a principis de 1909 tot i haver publicat un dibuix l'any 1905.
Tot i no tenir un gran desconeixement, el ¡Cu-Cut! va ser una des les primeres publicacions que van oferir a les dones poder demostrar les seves habilitats artístiques. Entre les signatures femenines destaquen Lola Anglada, Elvira Cornet, Pilar Junceda, Josefa Porxas, Mimi i Anna Maria com a dibuixants; i Carme Karr i Dolors Montserdà com a escriptores.

## Caricatures
L'onomatopeia que dona nom a la publicació se li va acudir a Francesc Cambó quan estava reunit amb la futura redacció de la revista al local de La Veu de Catalunya. Entre els presents es trobava Gaietà Cornet, que va ser el responsable de dissenyar la mascota d'aquesta publicació afí a la Lliga Regionalista. Cornet va crear un pagès baixet, refet, rialler i amb una barretina al cap, que gràcies a la seva popularitat va esdevenir un símbol del setmanari.
Al ¡Cu-Cut! sovintejaven les repeticions de caricatures de figures polítiques importants, com per exemple Práxedes Mateo Sagasta, Antoni Maura, el Comte de Romanones i José Canalejas, entre d'altres. Però el personatge que més freqüentava les pàgines del setmanari era Alejandro Lerroux, un polític republicà radical que es va oposar violentament al moviment de la Solidaritat Catalana.

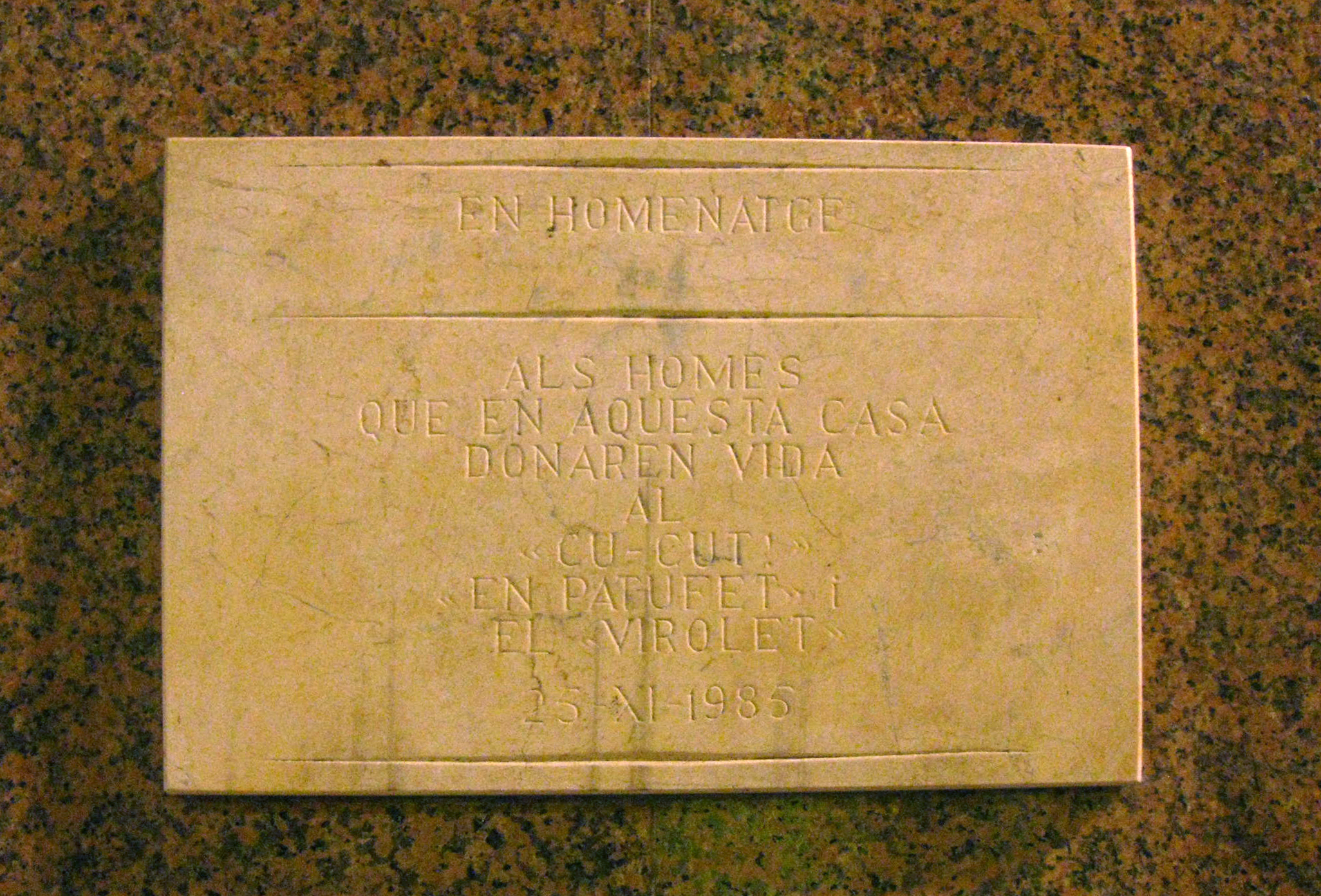
Placa commemorativa a la façana de la Llibreria Documenta.

## Cu-cut! cent anys després
La primera reivindicació d'aquesta revista la va fer Lluís Solà i Dachs amb un petit llibre dins la col·lecció Quaderns de Cultura de l'editorial Bruguera l'any 1967, encara en ple franquisme.
L'any 2012, amb motiu del centenari de la desaparició de la revista, l'Arxiu Històric de la Ciutat de Barcelona dedicà una exposició per recordar la revista, els homes que van fer-la i la seva influència sobre la resta de premsa a Catalunya, així com la seva incidència en la història. La mostra fou comissariada pel dibuixant i expert en premsa satírica Jaume Capdevila (Kap) i produïda per l'associació Tantatinta.
El llibre-catàleg de l'exposició, coordinat per Jaume Capdevila i editat per Efadós, conté aportacions de Josep Maria Cadena, Lluís Solà i Dachs, Cecília Vidal Maynou, Antoni Guiral, Sebastià Roig, Ricard Mas Peinado, Josep Maria Figueres Artigues, Jordi Artigas, Ramon Folch i Camarasa, i Josep Pinyol Vidal sobre diversos aspectes de la publicació: 
- «Cut-Cut!» Una revista per recordar, per Xavier Tarraubella i Mirabet, com a pròleg del llibre.
- La revista que va marcar època, per Jaume Capdevila, és la història de la revista complementada amb tres reculls: els ninotaires del «Cut-Cut!», els homes del «Cut-Cut!» i les signatures del «Cut-Cut!» on es fa un inventari de totes les persones que van col·laborar en la revista.
- La lliga dels ninots extraordinaris, per Sebastià Roig, que analitza la combinació de dibuixos i comentaris satírics publicats a «Cut-Cut!».
- «Cut-Cut!», tribuna periodística suspesa pels seus editors, per Josep Maria Figueres, sobre les raons del tancament de la publicació.
- La historieta a principis del segle xx, per Antoni Gurial, sobre les altres publicacions satíriques publicades immediatament abans i després del «Cut-Cut!».
- Iconografia del catalanisme insolent, per Josep Pinyol Vidal, on es fa una anàlisi iconogràfica de l'estil «Cut-Cut!».
- El «Cut-Cut!» i la censura, per Lluís Solà i Dachs, sobre les sempre complexes relacions amb la censura de l'època i com la mateixa revista en feia conya.
- L'ona expansiva dels fets del «Cut-Cut!», per Jaume Capdevila, analitza l'atac que va partir la redacció i la impremta del «Cut-Cut!» i «La Veu de Catalunya» per una colla d'oficials militars l'any 1905 i la repercussió que va tenir a Catalunya i a l'estranger.
- «Cut-Cut!» i els precedents catalans del «merchandising», per Josep M. Cadena, sobre l'ús que va fer la revista de la imatge del ninot amb el nas vermell.
- Els calendaris del «Cut-Cut!» (1903−1912), per Jordi Artigas, sobre els calendaris anuals publicats per la revista.
- Qui va ser Manuel Folch i Torres?, per Ramon Folch i Camarasa, ens parla de qui va ser director de la revista.
- Josep Baguñà, l'editor del «Cut-Cut!», per Cecília Vidal Maynou, amb la biografia de l'editor de la revista.
- Viatge apassionant al fons d'un tinter: la formació d'un estil, per Jaume Capdevila.